# Hydrothérapie fantastique
Hydrothérapie fantastique er en fransk stumfilm fra 1909 af Georges Méliès.